# Cruel Summer (canção de Taylor Swift)
"Cruel Summer" é uma canção da artista musical estadunidense Taylor Swift, contida em seu sétimo álbum de estúdio, Lover (2019). Foi escrita por Swift, Jack Antonoff e St. Vincent, com sua produção sendo realizada por Swift e Antonoff. A sua gravação ocorreu nos estúdios Conway Recording em Los Angeles e no Electric Lady em Nova Iorque. "Cruel Summer" combina synth-pop, electropop e pop industrial, utilizando sintetizadores pulsantes e vocais robóticos e distorcidos. Liricamente, fala sobre os sentimentos tumultuosos resultantes de um romance de verão.
Recebendo aclamação por parte dos críticos musicais, "Cruel Summer" foi frequentemente elogiada por sua melodia cativante, produção envolvente e a composição marcante de seu refrão e ponte. Os críticos a consideraram não apenas um destaque em Lover, mas também uma das melhores obras de Swift. Logo após o lançamento do álbum, "Cruel Summer" estreou no top 30 em várias paradas nacionais, incluindo a Billboard Hot 100 dos Estados Unidos. Além disso, ela se destacou nas listas de melhores canções de 2019 da Billboard e da Rolling Stone, sendo que esta última também a nomeou como uma das "500 Melhores Canções de Todos os Tempos".
Ao longo do tempo, "Cruel Summer" tornou-se uma das favoritas dos fãs e muitos jornalistas consideraram que ela merecia ser lançada como single. Swift explicou que sua intenção era lançá-la como single em 2020, mas os planos foram interrompidos pela pandemia de COVID-19. Quando Swift iniciou a The Eras Tour (2023–2024), que incluiu a canção no repertório, "Cruel Summer" começou a ganhar popularidade viral novamente e ressurgiu nas paradas musicais, incluindo um retorno ao top 50 da Billboard Hot 100 dos EUA. Como resultado, a Republic Records a enviou para estações de rádios pop dos EUA em 20 de junho de 2023, tornando-se o quinto e último single de Lover. "Cruel Summer" atingiu o primeiro lugar nos Estados Unidos, marcando o décimo primeiro single número um de Swift na parada Hot 100, e seu 12.º e 8.º número um nas paradas Pop Airplay e Radio Songs, respectivamente. Além disso, a faixa liderou as paradas no Canadá, Filipinas e Singapura, e eventualmente na Billboard Global 200, além de atingir o top 10 em outros 20 países.

## Antecedentes
O título de "Cruel Summer" foi um easter egg no videoclipe de "You Need to Calm Down", o segundo single do sétimo álbum de estúdio de Taylor Swift, Lover (2019). Descrita por Swift como uma canção sobre um "romance de verão", ela retrata um relacionamento romântico incerto, com elementos de dor e desespero. Além disso, ela aborda os desafios enfrentados por estrelas pop sob os holofotes da mídia. A vulnerabilidade das letras da canção tem sido comparada com a faixa "Delicate" do álbum Reputation de Swift, lançado em 2017. Ambas as canções exploram a fragilidade emocional em meio à fama e às pressões da vida pública.
Nas gravações de áudio das Lover Secret Sessions, uma série de festas de audição do álbum organizadas por Swift, ela explicou que:
Essa canção é uma que escrevi sobre a sensação de um romance de verão, e como muitas vezes esse tipo de romance pode ser repleto de camadas de desejo intenso e, às vezes, até mesmo de segredos. Ela lida com a ideia de estar em um relacionamento onde há elementos de desespero e dor, onde você anseia por algo que ainda não está ao seu alcance, está bem ali, mas você simplesmente não consegue alcançá-lo.
Heran Mamo, da Billboard, opinou que as letras da canção mostram Swift "lutando com sentimentos intensos", pintando "o retrato de uma noite emocional". Justin Styles, do The Ringer, escreveu que a canção retrata uma "versão mais humanizada" do "período infeliz de três anos atrás" de Swift, acrescentando que ela canta sobre "se apaixonar pelo atual namorado Joe Alwyn enquanto sua vida pública estava em ruínas". Anna Gaca, do Pitchfork, descreveu a canção como uma "delícia sem drama" com um "magnético brilho rosa". O The Spinoff observou que os vocais de Swift em "Cruel Summer" são "notáveis pela cadência moderna do country".

## Composição
"Cruel Summer" é predominantemente uma faixa synth-pop, com críticos descrevendo sua produção como melancólica ou onírica. Mikael Wood, do Los Angeles Times, a categorizou como pop industrial, enquanto Ludovic Hunter-Tilney, do Financial Times, a chamou de electropop.  A faixa apresenta uma ponte intensa com sintetizadores rápidos, vocais distorcidos manipulados por um vocoder, e um gancho composto por um longo e oscilante "ooooh". A faixa tem um andamento acelerado de 170 batidas por minuto, com um compasso de 4
4. É tocada na tonalidade de Lá maior e segue uma progressão de acordes de A–C♯m–F♯m–D. "Cruel Summer" foi escrita por Swift, Jack Antonoff e St. Vincent, com uma produção dinâmica de Swift e Antonoff, enquanto St. Vincent contribuiu tocando guitarra. Liricamente, a canção explora "a agonia e o êxtase de um romance ansioso de verão". David Penn, da Billboard, destacou a coesão entre os vocais, a instrumentação e a letra, formando uma expressão unificada conhecida como prosódia.

## Lançamento

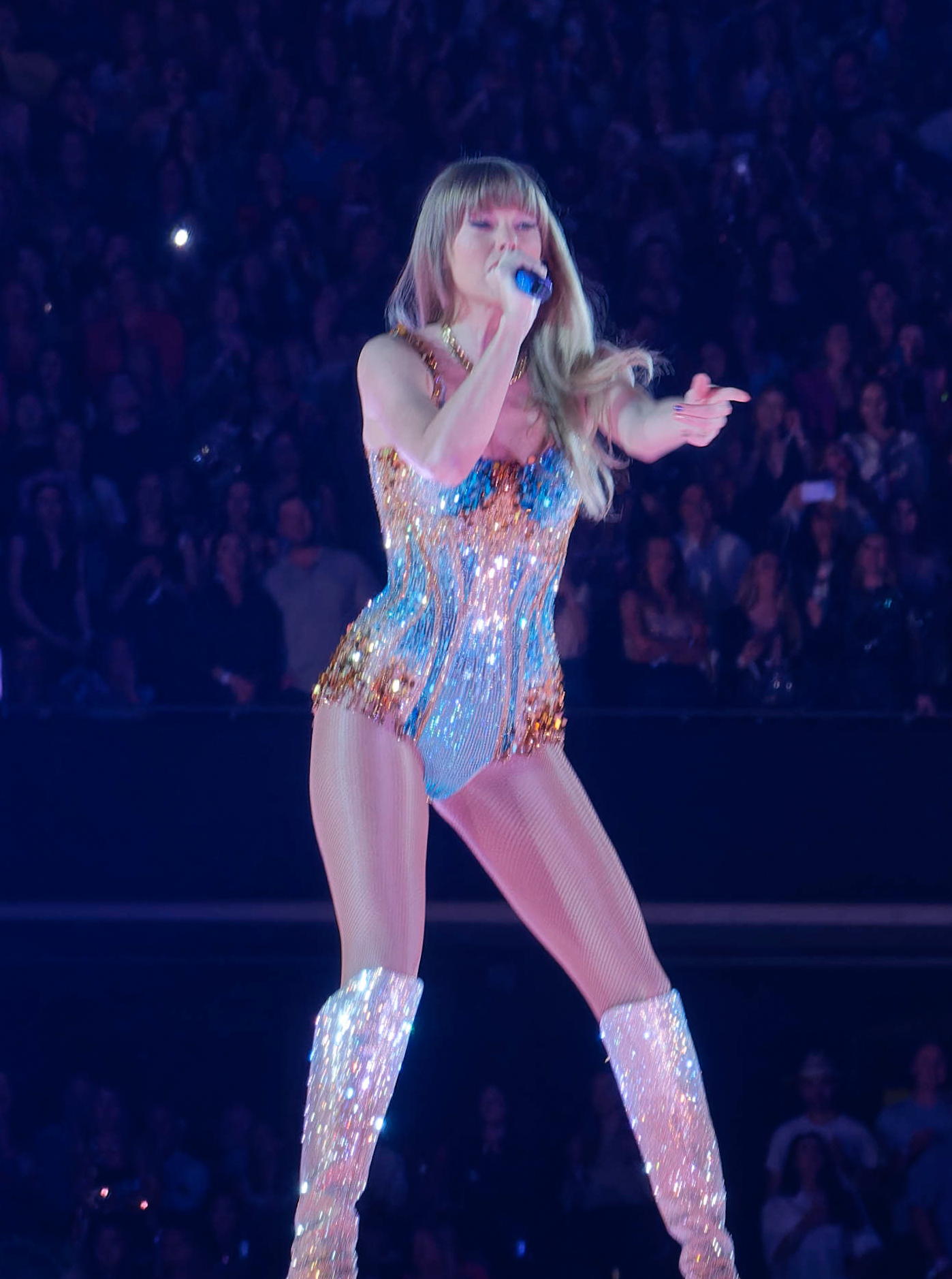
Swift apresentando "Cruel Summer" na The Eras Tour

"Cruel Summer" foi lançada como a segunda faixa de Lover em 23 de agosto de 2019, pela Republic Records. Com o tempo, a faixa se tornou uma favorita dos fãs, e tanto críticos quanto fãs questionaram a decisão de Swift de não lançá-la como single. Em março de 2023, Swift deu início à The Eras Tour, sua sexta turnê, como uma homenagem a todas as suas "eras musicais". Os shows começaram com o ato Lover, no qual "Cruel Summer" é a segunda faixa apresentada. A faixa voltou a ganhar popularidade e streams após se tornar viral nas redes sociais. Como resultado, a Republic Records enviou a faixa para rádios pop dos EUA em 20 de junho de 2023, tornando-se o quinto single de Lover. Em 17 de junho, durante um show da The Eras Tour em Pittsburgh, Swift revelou que inicialmente planejava lançar "Cruel Summer" como single em 2020, durante a promoção de Lover, mas abandonou o plano devido ao início da pandemia de COVID-19, optando por mudar sua direção artística e lançar seu próximo álbum, Folklore. Ao comentar sobre o sucesso ressurgente da faixa, Jason Lipshutz, da Billboard, observou: "O fato de uma faixa do álbum Lover estar crescendo organicamente em popularidade ao mesmo tempo simplesmente demonstra a onipresença atual de Swift, algo sem precedentes na era moderna da música". Após o lançamento do filme-concerto da The Eras Tour nos cinemas em 12 de outubro, uma gravação ao vivo da faixa durante a turnê e um remix feito por LP Giobbi foram lançados como parte de uma compilação intitulada The Cruelest Summer em 18 de outubro.

## Crítica profissional
Nas análises de Lover, "Cruel Summer" recebeu elogios positivos de críticos de música, especialmente pela sua produção, ponte e refrão. Jon Caramanica, do The New York Times, elogiou a produção "densa e etérea" e os distintivos elementos vocais de Swift, incluindo as "sílabas de ponto de interrogação" e os "tons emocionais intensos". Mikael Wood, do Los Angeles Times, proclamou "Cruel Summer" como a melhor faixa de Lover e destacou a ponte, onde Swift "grita sobre o diabo", descrevendo-a como "o momento mais punk que você ouvirá o ano todo". Alex Abad-Santos, escrevendo para o Vox, incluiu "Cruel Summer" entre as suas três melhores faixas de Lover, descrevendo-a como um "bop robótico aquático" com sintetizadores "tremeluzentes". The Spinoff afirmou que Swift "realmente acerta em cheio" e comparou a faixa à canção de mesmo nome do grupo Bananarama. Justin Sayles, do The Ringer, elogiou a faixa como um "melhor desabafo de seus dramas pessoais do que qualquer coisa em seu último álbum" e observou que Swift "se livra das energias negativas" com "Cruel Summer". Sayles a considerou a "canção mais contagiante de Swift desde aquela sequência de singles de 1989", e opinou que a canção "estabelece o tom" para as "vibrações mais calorosas e acolhedoras" de Lover. Também a chamando de "contagiante", Nick Levine, da NME, a definiu como uma "brilhante canção pop". Natalia Barr, escrevendo para o Consequence of Sound, destacou a entrega vocal de Swift na ponte da faixa ("He looks up, grinning like a devil"), chamando-a de "simultaneamente engraçada, angustiante e emocionante", sugerindo que merecia ser transformada imediatamente viral no YouTube. Barr ainda classificou "Cruel Summer" como uma das "mais perfeitas" canções pop de 2019. Além disso, "Cruel Summer" apareceu em listas de final de ano das melhores faixas de 2019 da Rolling Stone (em 4.º lugar) e da Billboard (em 10.º lugar).
Ao longo do tempo, "Cruel Summer" continuou a receber elogios e é considerada a faixa emblemática de Lover. Em uma lista de 2021, elaborada pela Billboard, que classifica as melhores pontes do século XXI, "Cruel Summer" foi colocada em 11.º lugar. A faixa tem sido frequentemente destacada em rankings de críticos sobre as faixas de Swift em sua discografia. Rob Sheffield, da Rolling Stone (2021), a posicionou em 11.º lugar de 229, e Hannah Mylrea, da NME (2020), a classificou em sexto lugar de 161. Críticos da Clash a escolheram como uma das 15 melhores canções de Swift, elogiando sua estrutura musical "altamente viciante". Em 2022, Alex Hudson e Megan LaPierre, da Exclaim!, a colocaram em segundo lugar em outra lista das 20 melhores canções de Swift, elogiando como a contribuição artística de St. Vincent complementa a de Swift. Allaire Nuss, da Entertainment Weekly, a descreveu como um "hino angustiante, cheio de energia". Em 2023, Brittany Spanos, da Rolling Stone, destacou que em "Cruel Summer", Swift mostra uma aura de rockstar junto com um grande senso de urgência romântica, tornando-a uma das melhores canções da cantora.

## Uso na mídia
A cantora e compositora norte-americana Olivia Rodrigo fez um cover de "Crul Summer" para a sessão Alone Together Jam da MTV em 2020, o que recebeu elogios subsequentes de Swift. Rodrigo mais tarde interpolou a canção em seu single de 2021 "Deja Vu", creditando Swift, Antonoff e St. Vincent como co-autores da faixa; a canção atingiu a terceira posição na Hot 100 dos EUA. "Cruel Summer" foi incluída na segunda temporada da série da Amazon Prime Video, The Summer I Turned Pretty, em junho de 2022.

## Créditos
Todo o processo de elaboração de "Cruel Summer" atribui os seguintes créditos:
Gravação
- Gravada nos estúdios Conway Recording (Los Angeles, EUA) e Electric Lady (Nova Iorque, EUA)
- Mixada no Mixstar Studios (Virginia Beach, EUA)
- Masterizada no Sterling Sound (Nova Iorque, EUA)

Produção
| - Taylor Swift – vocais principais, composição, produção - Jack Antonoff – composição, produção, programação, engenharia de gravação, bateria eletrônica, teclados, vocoder - St. Vincent – composição, guitarra - Michael Riddleberger – bateria - Serban Ghenea – mixagem - John Hanes – engenharia de mixagem - John Rooney – assistência de engenharia de gravação - Laura Sisk – engenharia de gravação - Jon Sher – assistência de engenharia de gravação |

## Desempenho comercial

### Paradas semanais
| País – Parada (2019)                      | Maior posição |
| ----------------------------------------- | ------------- |
| Austrália (ARIA)                          | 22            |
| Canadá (Canadian Hot 100)                 | 28            |
| Escócia (Scottish Singles Chart)          | 70            |
| Eslováquia (Singles Digitál Top 100)      | 100           |
| Estados Unidos (Billboard Hot 100)        | 29            |
| Grécia (IFPI International)               | 57            |
| Irlanda (IRMA)                            | 20            |
| Malásia (RIM International Singles)       | 13            |
| Nova Zelândia (Recorded Music NZ)         | 20            |
| Portugal (AFP)                            | 94            |
| Reino Unido (UK Singles Chart)            | 27            |
| República Checa (Singles Digitál Top 100) | 84            |
| Singapura (RIAS)                          | 8             |
| Suécia (Sverigetopplistan Heatseeker)     | 10            |

| País – Parada (2023)                              | Maior posição |
| ------------------------------------------------- | ------------- |
| Alemanha (Offizielle Deutsche Charts)             | 15            |
| Austrália (ARIA)                                  | 2             |
| Áustria (Ö3 Austria Top 75)                       | 16            |
| Bélgica (Ultratop 50 de Flandres)                 | 46            |
| Brasil (Billboard Brasil Hot 100)                 | 54            |
| Canadá (Canadian Hot 100)                         | 1             |
| Canadá (Billboard AC)                             | 1             |
| Canadá (Billboard CHR/Top 40)                     | 1             |
| Canadá (Billboard Hot AC)                         | 2             |
| Comunidade dos Estados Independentes (Tophit)     | 51            |
| Coreia do Sul (Circle)                            | 143           |
| Croácia (HRT)                                     | 7             |
| Dinamarca (Hitlisten)                             | 31            |
| Eslováquia (Rádio Top 100)                        | 4             |
| Eslováquia (Singles Digitál Top 100)              | 38            |
| Espanha (PROMUSICAE)                              | 79            |
| Estados Unidos (Billboard Hot 100)                | 1             |
| Estados Unidos (Billboard Adult Contemporary)     | 2             |
| Estados Unidos (Billboard Adult Top 40)           | 1             |
| Estados Unidos (Billboard Dance/Mix Show Airplay) | 21            |
| Estados Unidos (Billboard Mainstream Top 40)      | 1             |
| Filipinas (Billboard)                             | 1             |
| Finlândia (Radiosoittolista Airplay)              | 14            |
| França (SNEP)                                     | 83            |
| Grécia (IFPI International)                       | 11            |
| Hong Kong (Billboard)                             | 14            |
| Índia (IMI International Singles)                 | 7             |
| Indonésia (Billboard)                             | 5             |
| Irlanda (IRMA)                                    | 4             |
| Islândia (Plötutíðindi)                           | 6             |
| Israel (Media Forest)                             | 6             |
| Itália (FIMI)                                     | 85            |
| Japão (Billboard Japan Hot Overseas)              | 2             |
| Letônia (LAIPA)                                   | 9             |
| Letônia (LAIPA Radio)                             | 1             |
| Lituânia (AGATA)                                  | 30            |
| Luxemburgo (Billboard)                            | 17            |
| Malásia (Billboard)                               | 5             |
| Malásia (RIM International Singles)               | 4             |
| MENA (IFPI)                                       | 19            |
| Mundo (Billboard Global 200)                      | 1             |
| Nigéria (TurnTable Top 100)                       | 60            |
| Noruega (VG-lista)                                | 18            |
| Nova Zelândia (Recorded Music NZ)                 | 3             |
| Países Baixos (Dutch Top 40)                      | 8             |
| Países Baixos (Global Top 40)                     | 4             |
| Países Baixos (Single Top 100)                    | 7             |
| Panamá (Monitor Latino)                           | 10            |
| Panamá (PRODUCE)                                  | 10            |
| Paraguai (Monitor Latino)                         | 14            |
| Polônia (Polish Airplay Top 100)                  | 8             |
| Polônia (Polish Streaming Top 100)                | 58            |
| Portugal (AFP)                                    | 17            |
| Reino Unido (UK Singles Chart)                    | 2             |
| República Checa (Rádio Top 100)                   | 4             |
| República Checa (Singles Digitál Top 100)         | 43            |
| Singapura (RIAS)                                  | 1             |
| Suécia (Sverigetopplistan)                        | 14            |
| Suíça (Schweizer Hitparade)                       | 10            |
| Taiwan (Billboard)                                | 12            |
| Venezuela (Record Report)                         | 38            |
| Vietnã (Vietnam Hot 100)                          | 12            |

## Certificações
| Região | Certificação | Vendas     |
| --- | ------------ | ---------- |
| Austrália (ARIA) | 13× Platina  | 280 000‡   |
| Dinamarca (IFPI Dinamarca)                                                                                           | Ouro         | 45 000‡    |
| Espanha (PROMUSICAE)                                                                                                 | Ouro         | 30 000‡    |
| França (SNEP) | Platina      | 100 000‡   |
| Itália (FIMI) | Ouro         | 50 000‡    |
| Nova Zelândia (RMNZ)                                                                                                 | 4× Platina   | 60 000‡    |
| Polônia (ZPAV) | Ouro         | 25 000‡    |
| Portugal (AFP) | Platina      | 10 000‡    |
| Reino Unido (BPI) | 2x Platina   | 600 000‡   |
| Streaming |              |            |
| Grécia (IFPI Grécia)                                                                                                 | Platina      | 2 000 000† |
| ‡ vendas+valores de streaming baseados apenas na certificação † números de streaming baseados apenas na certificação |              |            |

## Histórico de lançamento
| Região         | Data                   | Formato(s)                 | Versão                              | Gravadora(s) | Ref.    |
| -------------- | ---------------------- | -------------------------- | ----------------------------------- | ------------ | ------- |
| Estados Unidos | 20 de junho de 2023    | Rádios pop                 | Original                            | Republic     | [ 30 ]  |
| Itália         | 15 de setembro de 2023 | Airplay                    | Original                            | Island       | [ 138 ] |
| Várias         | 18 de outubro de 2023  | Download digital streaming | Ao vivo remix de LP Giobbi original | Republic     | [ 36 ]  |